# Bolívar, Santander
Bolívar là một khu tự quản thuộc tỉnh Santander, Colombia. Thủ phủ của khu tự quản Bolívar đóng tại Bolívar Khu tự quản Bolívar có diện tích 1419 ki lô mét vuông. Đến thời điểm ngày 28 tháng 5 năm 2005, khu tự quản Bolívar có dân số 18731 người.